# Ahornblatt (Heraldik)
Das Ahornblatt und der Ahornbaum sind in der Heraldik eine gemeine Figur und nicht häufig im Wappen oder Oberwappen.
Bekannt ist das Ahornblatt in der Flagge Kanadas im 19. Jahrhundert als nationales Symbol geworden.
Die Darstellung im Wappenschild ist in allen heraldischen Tinkturen möglich. Die Form des Blattes hält sich an die natürlichen Konturen und ist an die gegliederten Blattlappen zu erkennen. Bekannt sind die redenden Wappen der Gemeinden mit dem Namen Ahorn.
Der Baum kann im Wappen mit ungezählten Blätter und ausgerissen oder festverwurzelt sein. Hier gelten die Regeln für die Darstellung von Bäumen im Wappen.

Ahorn (Baden) (redend)
Ahorn (Landkreis Coburg) (redend)
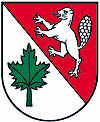
Ahorn (Oberösterreich) (nicht mehr verwendet) (redend)
Boltenhagen
Jeber-Bergfrieden
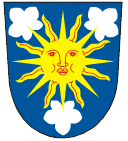
Loukov u Bystřice pod Hostýnem
Wappen Kanadas mit Ahornblätter im Schild und Oberwappen
Staatsflagge Kanadas
Wappen von Québec
Wappen von Ontario